# Caletto II
Caletto II (* 1978; † 1984) war ein Holsteiner Zuchthengst.
Calettos Vater war der Holsteiner Jahrhunderthengst Cor de la Bryère, seine Mutter Deka zählt zu den erfolgreichsten Zuchtstuten der Holsteiner Zucht. Er ist der jüngere Vollbruder von Caletto I.

## Werdegang
Caletto II wurde 1980 in Neumünster gekört und legte 1981 seine Hengstleistungsprüfung in Adelheidsdorf ab. Hierbei war er der Siegerhengst seines Jahrganges. Nach nur vier Jahren Deckeinsatz verstarb Caletto II 1984 durch einen tragischen Unfall, bei dem er sich das Genick brach.
Trotz der kurzen Lebensdauer hatte er mehrere erfolgreiche Nachkommen und findet sich bis heute über seinen Sohn Caretino sowie über seine Enkel Cassini I und Cassini II in der Abstammung sehr vieler heutiger Warmblutpferde. Er wird auch als der wichtigste Sohn des Cor de la Bryère angesehen. Der Holsteiner Verband beschreibt ihn als legendär und Hengst, der in nahezu idealer Weise das Zuchtziel der Holsteiner Pferdezucht verkörperte.

## Caletto II als Vererber
Söhne und Töchter von Caletto II sind unter anderen:
- Caretino (* 1983; † 2011)[3], Calettos bedeutendster Sohn[1], bis 1994 von Bo Kristoffersen, danach von Ludger Beerbaum geritten.
- Classic Touch (* 1984; † 2008 in Riesenbeck), Muttervater: Landgraf, Olympiasiegerin 1992 unter Ludger Beerbaum.
- Cadillac (* 1984), Züchter: Harm Thormählen, wurde 2003 mit dem Titel „Elitehengst“ ausgezeichnet.
- Operette La Silla (* 1984), Reiter: Jan Tops
- Corleone (* 1983), brauner Holsteiner Zuchthengst, 1985 in Neumünster gekört.[4]
- Wisma (* 1984), Holsteiner Zuchtstute, Mutter der Zuchthengste Cassini I[5], Cassini II[6] und Clarimo[7]